# Fort de Brégançon

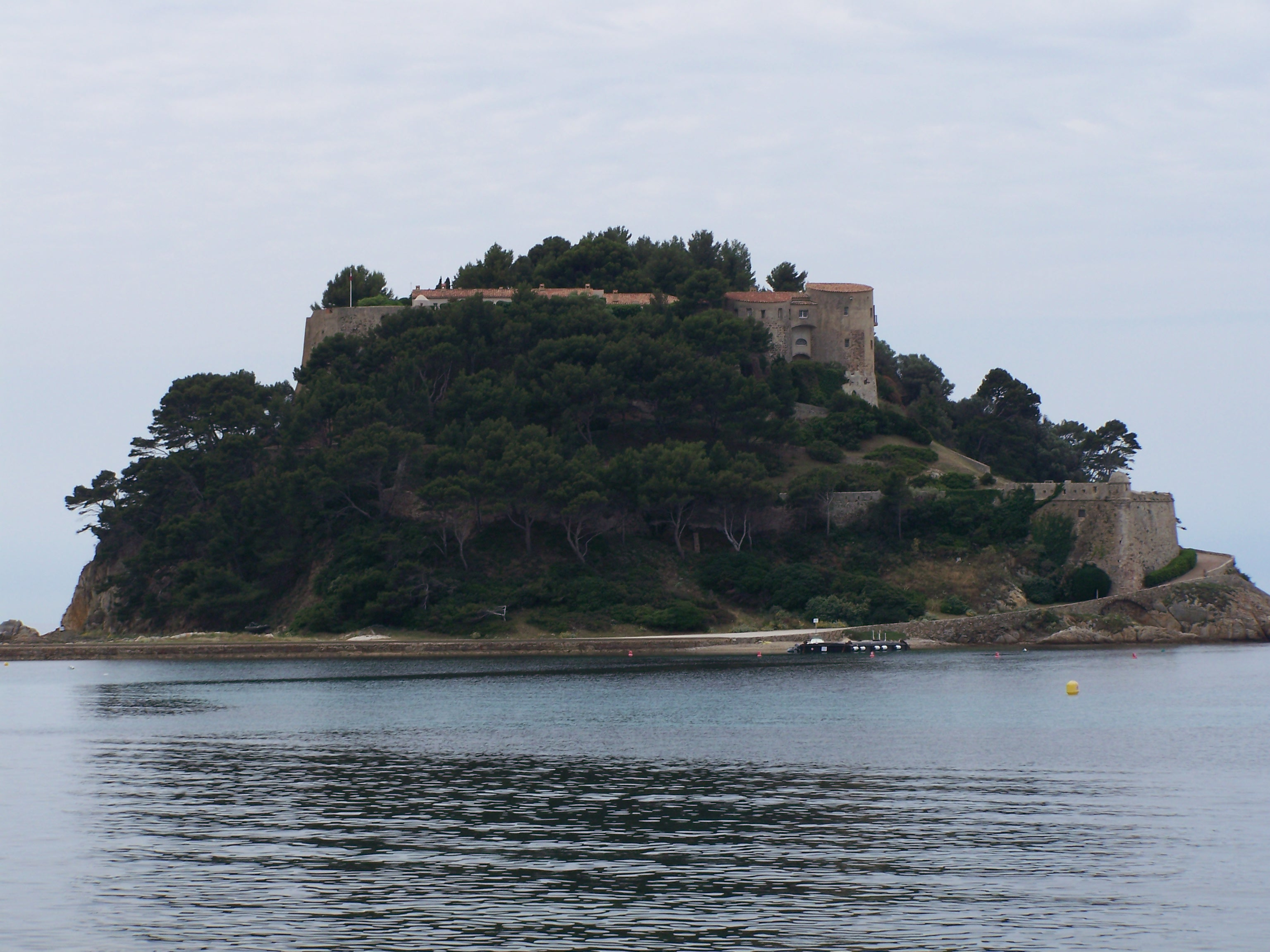
Fort de Brégançon.

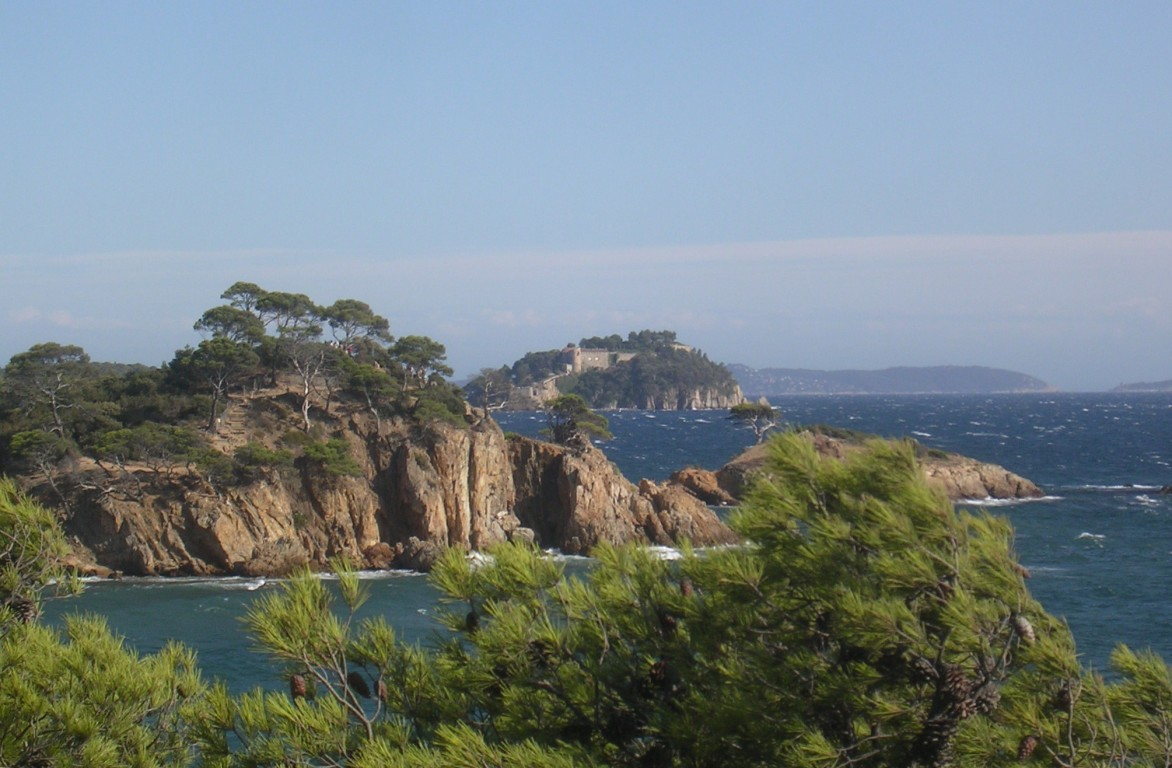
O Fort de Brégançon visto da margem.

O fort de Brégançon (em português: forte de Brégançon) é um forte da França, no interior do qual se encontra um palácio presidencial. Fica situado na comuna de Bormes-les-Mimosas, departamento de Var). É o local oficial de recreio (principalmente estival) do Presidente da República Francesa. O forte situa-se sobre um pico rochoso localizado numa ilha a poucos metros da costa, que dispõe de um cais.
Existia uma fortaleza na ilhota rochosa desde a chegada dos Ligures, em 118 a.C..
A partir de 1968 o palácio passou a servir de lugar de recreio oficial. Foi Pierre-Jean Guth, arquiteto da Marinha Nacional Francesa e laureado com o Prémio de Roma, que transformou o forte em residência preservando o que restava da fortaleza original.
Durante a Primeira Guerra Mundial, o forte foi ocupado por uma pequena guarnição, e depois foi desclassificado em 1919.

## Visitas
O Fort de Brégançon, enquanto residência oficial do Presidente da República Francesa, estatuto que divide com outros palácios como o Palácio do Eliseu e o Château de Rambouillet, recebe periodicamente visitas de importantes personalidades, de que são exemplo:
- No dia 25 de agosto de 1964, o General de Gaulle dormiu no forte enquanto presidia, na região, às cerimónias do 20.º aniversário do Desembarque na Provença. O forte ainda não era uma residência da república, tendo sido rapidamente preparado para a circunstância.
- O presidente Georges Pompidou e a sua esposa  visitaram o forte em várias ocasiões, nomeadamente em agosto de 1969 e durante os verões de 1970 e 1971.
- No dia 26 de fevereiro de 1978, Valéry Giscard d'Estaing deu no Fort de Brégançon uma entrevista televisiva antes das eleições legislativas francesas daquele ano.
- No dia 24 de agosto de 1985, François Mitterrand recebeu ali o chanceler alemão Helmut Kohl. François Mitterrand foi o presidente que mais frequentou o Fort de Brégançon.
- No dia 16 de agosto de 2004, Jacques Chirac recebeu no forte o presidente da Argélia Abdelaziz Bouteflika.
- Nicolas Sarkozy foi ao forte pela primeira vez no dia 18 de maio de 2007, dois dias após a sua tomada de posse como chefe de estado.
- Emmanuel Macron recebeu a chanceler Angela Merkel em 2020